# Детекторная головка
Детекторная головка — детектор, выполненный в виде отдельного устройства и предназначенный для выделения огибающей радиосигнала, как правило — СВЧ-диапазона. Детекторные головки часто используются в качестве измерительных преобразователей (датчиков) в измерительной технике, стандартное обозначение для отечественных детекторных головок — Э7-хх

## Виды детекторных головок
- Головки, подключаемые непосредственно к СВЧ-тракту, в разрыв его (проходные головки) или в конечную точку (оконечные головки). Такие детекторные головки имеют коаксиальные разъёмы или волноводные фланцы для подключения (реже встречаются головки для полосковых линий, имеющие специальные контактные лепестки)
- Головки, выполненные в виде ВЧ-пробников, обособленных элементов измерительных приборов, например, измерителей АЧХ, некоторых видов высокочастотных вольтметров

## Устройство детекторных головок
Детекторные головки имеют экранированный корпус с элементами для подачи входного сигнала — соединителями, фланцами (для СВЧ-головок) или штырём (для пробников), кроме того имеется выходной низкочастотный разъём или шнур. Внутреннее устройство головки включает в себя в качестве основного элемента диод (обычно полупроводниковый) и дополнительные RLC-элементы, предназначенные для фильтрации выходного сигнала, обеспечения развязки по постоянному току диода, входного согласования. Головки-пробники и проходные СВЧ-головки имеют очень большое входное сопротивление, чтобы не шунтировать контролируемую цепь, тогда как, оконечные СВЧ-головки должны иметь импеданс приблизительно равный волновому сопротивлению тракта, это достигается применением высокочастотных резисторов, для очень высоких частот используются резисторы с распределёнными параметрами, обычно конусообразной формы (резисторы-поглотители). В волноводных детекторных головках связь диода с электромагнитным полем осуществляется с помощью индуктивного или ёмкостного зонда, в пробниках и оконечных коаксиальных головках связь непосредственная, а в проходных коаксиальных головках, для того, чтобы уменьшить влияние на линию, часто используется ёмкостная связь или связь через встроенный направленный ответвитель, в последнем случае проходная головка приобретает направленные свойства. Иногда в состав головки может входить каскад УПТ для предварительного усиления выделенного сигнала.
При использовании детекторных головок следует учитывать, что вольт-амперная характеристика диода нелинейна, поэтому при малых значениях входного сигнала выходное напряжение приблизительно соответствует квадрату уровня огибающей, а при больших значениях зависимость имеет приблизительно линейный характер. По конструкции и принципу действия детекторные головки близки к смесительным головкам.

## Применение детекторных головок
- В составе различных радиоизмерительных приборов — измерение параметров сигнала в линии (мощности, напряжения и т. д.)
- В составе характериографов — определение АЧХ устройств радиоаппаратуры
- В составе или совместно со специальными установками — определение характеристик СВЧ-тракта (отражение и ослабление сигнала)
- Совместно с приборами для импульсных измерений — определение параметров кодовых посылок радиоимпульсов (в радионавигационной и радиолокационной аппаратуре
- Совместно с осциллографом — визуальное наблюдение огибающей радиосигнала
- В составе аппаратуры генерирования, усиления, преобразования радиосигналов, например, генераторов, радиопередатчиков, используются для внутреннего контроля и в цепях автоматической регулировки (усиления, мощности и т. д.)

## Основные нормируемые характеристики
- Рабочий диапазон частот
- Чувствительность по току и градуировочная характеристика
- Коэффициент шума
- Максимальная входная (проходная) мощность или напряжение